# Szahram Nazeri
Szahram Nazeri (perski: شهرام ناظری IPA: [ʃæhˈɾɒːm nɒːzɛˈɾiː]) to śpiewak irański wykonujący tradycyjne pieśni perskie. Urodził się w 1949 roku w Kermanszahu (Iran). Wychowywał się w rodzinie o długich tradycjach muzycznych. Już we wczesnym dzieciństwie ojciec zapoznał go z tradycyjną muzyką, pierwszych nauk udzielali mu także stryjowie. Gdy miał osiem lat poproszono, aby zaśpiewał dla zgromadzenia sufich poemat Masnawi-e Manawi, dzieło wielkiego trzynastowiecznego poety i mistyka perskiego Dżalal ad-Dina Rumiego, którego studiowanie uważa się za drogę do oświecenia.
W wieku jedenastu lat debiutował w irańskiej telewizji. Jednocześnie rozpoczął studia nad tradycyjną muzyką. Uczył się gry na tarze u Habibollaha Salehiego i przez cztery lata śpiewu u Mahmuda Karimiego. Przez następne trzy lata kształcił się u mistrza śpiewu tradycyjnego Abdollah-chana Dawamiego. Spotkanie z Mohammadem Rezą Szadżarianem zaowocowało dalszym doskonaleniem techniki tradycyjnego, perskiego śpiewu.
W 1975 roku Nazeri zdobył pierwszą nagrodę w konkursie tradycyjnego śpiewu. Po tym sukcesie zaczął współpracować z dwoma najlepszymi współczesnymi zespołami wykonującymi tradycyjną muzykę perską: Sheyda oraz Aref.
Nazeri nagrał wiele płyt i jest obecnie jednym z najbardziej popularnych śpiewaków w Iranie. Na jego repertuar składają się dzieła największych poetów perskich, m.in. Hafeza oraz Sadiego; do niektórych z nich sam skomponował muzykę. Doskonała znajomość tradycyjnych tekstów oraz bliskie związki z sufizmem złożyły się na charakterystyczny, niezwykle osobisty styl interpretacji Nazeriego.

## Wybrana dyskografia
- Ataszi dar Najestan
- Awaz-e Asatir
- Baharan-e Abidar
- Be Ghara
- Czaszm Berah
- Dar Golestaneh
- Del-e Szejda
- Gol-e Sad Barg
- Hajrani
- Kisz-e Mehr
- Nasim-e Sobghahi
- Safar Be Digar Sou
- Szourangiz
- Sot-e Delan
- Jadgar-e Doust